# NetHack
『NetHack』（ネットハック）は、ダンジョン探索型RPG。ローグライクゲームのひとつである。系譜としては、元祖Rogue → Hack → NetHackという直系にあたる。

## 概要
|  |

表示はキャラクタベースで、キャラクタ・アイテム・ダンジョンの構成物はUS-ASCIIによりあらわされ、キーボードでの操作が前提、といった点は他の普通のローグライクゲームと同じである。
基本的なシステムはrogue（ならびにHack）の拡張と言うべきものだが、rogueと比べると数多くのアイテムや怪物の改定・追加が見られる。その中にはダンジョンズ&ドラゴンズや指輪物語に登場するものが数多く含まれる。また属性（秩序、中立、混沌）の概念はダンジョンズ&ドラゴンズなどのアライメント（ローフル、ニュートラル、ケイオティック）から取り入れられている。
ゲーム目的はrogueと同様ダンジョンの最下層にある「イェンダーの魔除け」の奪回である。NetHackでは更に迷宮を脱出して天上界に昇りそれをプレイヤーの属性の神に捧げに行かなくてはならない。イェンダーの魔除けを天上界にある神殿に捧げると、ゲームクリアとなる。
様々な職業と種族、各階のマップが保存され階段で上下可能、固定のアナグラムを用いた未識別名、ペットを使役出来る、モンスターの死体を食べて有利な特性を身につけられる、商店でのアイテムの売買、ピンチの際に神に祈って危機を脱することができる点等がrogueと大きく異なるNetHack独自の特徴である。特にマップが保存されることにより、戦闘ゲームから探索ゲームへと大きく変化している。蹴る・書く・こする・浸す・座る・跳ねる・拭う・捧げる・こじ開ける・騎乗する等取れる行動も多彩になった。
また、プレイヤーに語りかけるような特徴的な口調の（酷いものでは小馬鹿にする）システムメッセージや、各所に仕込まれた独特のジョークやパロディがある。普通にプレイしていてはめったに見ることがないメッセージやレアな体験をすることもプレイの醍醐味である。
NetHackはrogueの直系の子孫ではあるが、新しい設定やさまざまな小道具の取り入れにより、rogueの禁欲的な雰囲気を一変させた。NetHackの派生ゲーム（ヴァリアント）には、追加の職業を加えたものがいくつか存在する。もっとも有名な派生ゲームのひとつは、NetHack the Next Generation（通称TNG）であり、これには「Geek」という職業が存在する。他にもNetHack Plus、SLASH'EMなどいくつかのヴァリアントが存在する。
日本語版は有志によって翻訳・配布されている。また、JNetHackという独自の日本語版も存在する。かつてはJNetHack独自の拡張要素が存在したため、これをヴァリアントの一種とする場合もある。

## プレイヤー
プレイヤーはゲーム開始時に名前を登録し、さまざまな世界の神話・民話・フィクションを元とした職業や種族、性別及び属性を選択することができる。ただし、職業ごとに選択できる種族、性別、属性は制限されることがある。職業は起動時に頭文字をコマンドラインオプションとして付けて（ -a で考古学者、など）選択できる。

### 職業
考古学者(Archeologist)　
初期装備で武器として鞭、つるはしを持ち、革の服を着てフィードラをかぶるインディアナ・ジョーンズのような格好。宝石の鑑定能力に長けている。
野蛮人(Barbarian)
戦闘能力が高く、初期装備もよい。毒にも耐えるため、ゲームに慣れるにはうってつけの職業。蛮人コナンをモデルとしており、信仰する神もハイボリアの神々。
洞窟人(Caveman / Cavewoman)
力強さでは野蛮人に似ているが、刀剣類の扱いはやや不利な設定となっている。初期装備に投擲武器が入っている。読み書きが苦手、同族食いのペナルティがないなど、より非文化的である。
薬師(Healer)
治癒の術に長ける。初期の武器はメス1本と貧弱。かわりにたくさんの薬を持っている。
騎士(Knight)
重武装でスタートし強そうな職名にもかかわらず、騎士道精神に乗っ取ったさまざまな制限が存在するため、難易度は高い。開始時のペットは馬で、乗馬スキルが最高レベルまで育つ。
武闘家(Monk)
武術に精通し徒手空拳で戦う。菜食主義であり、自らを律することを強いられる。上級者向け。僧侶から修行僧・武術のイメージを分離した職。
僧侶 または 尼僧(Priest(ess))
アイテムを拾った時点で自動的に呪い/祝福を判別できる。古いバージョンでは武闘家（修行僧のイメージ）の要素を含んでいた。肉体的修行と素手格闘能力は武闘家に分離し、こちらは魔法と鈍器の扱いに優れる。
盗賊(Rogue)
逃げだした敵に追い討ちを浴びせることができる。また、短剣投げも得意。『ファファード&グレイ・マウザー』シリーズが元ネタとなっており、信仰する神も作中に登場する神。
レンジャー(Ranger)
探索を得意とする職業。弓矢など、射撃戦を主体に戦う。
侍(Samurai)
剣も弓も使いこなす強力な職。初期装備も優れている。キック力が強い。また、この職業を選ぶ事でアイテム名が変化するものがある。（機能は変わらない）
観光客(Tourist)
初期装備の防具はアロハシャツ、他にカメラや多額の現金、食料や地図など。装備から想像がつくとおり、プレイ難易度が非常に高い職業である。テリー・プラチェットのユーモアファンタジー小説『ディスクワールド』シリーズの登場人物、ツーフラワーが元ネタである。
ワルキューレ(Valkyrie)
パワープレイヤーのひとつ。北欧神話が元である。武器アーティファクトであるミュルニールの真の力を利用できる唯一の職業である。優れた初期装備と能力で序盤をこなし、中盤以降は強力なアーティファクトを入手できることから、初心者でもプレイしやすい職業である。
魔法使い(Wizard)
肉体能力は低いが、魔法のアイテム（巻物、指輪、杖など）をあらかじめ所持している上に多彩な魔法と道具を使いこなせるため、慣れたプレイヤーならば難易度は比較的低い。
以前のバージョンにおいては職業としてエルフ(Elf)が存在したが、種族の概念を取り入れたバージョンからエルフは種族として扱われることとなり、職業としては削除された。また、日本語版であるJNetHackのかつてのバージョンでは独自に戦士(Fighter)が存在した。このほか、NetHackをベースとするさまざまなヴァリアントでは独自の職業が追加されていることもある。

### 種族
- 人間(Human)
- エルフ(Elf)
- ドワーフ(Dwarf)
- ノーム(Gnome)
- オーク(Orc)

## 運命の大迷宮
ゲームの舞台である「運命の大迷宮」は、途中いくつかの分岐を経て下層にある地獄「ゲヘナ」に至り、さらにその最下層にある「モーロックの聖域」にイェンダーの魔除けがある。迷宮の探索や分岐先への冒険を繰り返しキャラクターを鍛え、最下層を目指すこととなる。

### 序盤
ゲームの舞台であるダンジョン「運命の大迷宮」の（地下）1Fからスタートする。地下一階には地上へ出る階段があり、イェンダーの魔除けを奪回せずにこれを上がると迷宮から逃げたしたことになりゲームオーバーとなる（点数は付くが、クリアしたことにはならない）。
プレイヤーはペット（猫・犬または馬）をつれており、ペットも戦闘に参加する。またペットはアイテムが呪われているかどうか判別する能力を持つ。ペットを攻撃したり、ペットを長く放置したりすると、野生に戻ることがある。猫・犬・馬や一部のモンスターは、適切な餌を投げることや特定の巻物を利用することでペットとしててなずけることができる。
一定の深度までのダンジョンは単純な構成で特殊な部屋が生成されることは少ない。ランダムに店・祭壇・金庫などが含まれることがある。いくつかの階は、特殊な設定をもち、異なるマップをもつ。

### ノームの鉱山
ノームの鉱山への入り口は低階層に出現し、最初にして最大の分岐先である。8階ほどからなり、2つの固定マップを含んでいる。クリアに必須ではないが、特殊な機能のある品物を手に入れることができ、またクリアに必須なアイテムを入手できるポイントがある貴重な場所でもある。
- 坑道階：不定形なマップ。ノームが宝石を掘っている。
- 街：何種類かの店と神殿のある地下都市。見張りが番をしている。神殿には必ず僧侶がいる。
  - 店：宝石店・道具屋・食料品店・照明器具の店などがある。
- 最下層：マップには3種類ある。どのマップにも小さな隠し部屋があり、宝石と幸運の石が隠されている。

### 中層階
「城」までの基本的なダンジョンの構造は、固定マップを除き上層階と同じである。いくつかの特殊な固定マップおよびイベントが存在する。
- 神託所：賢者がおり、金を払って神託を受けることができる。金額の高い高位の神託は「モーロックの聖域」への入り方などクリアするために必須の知識をゲーム中で手に入れる唯一の方法である。（しかし、おそらく大部分のプレイヤーはスポイラーなどのゲーム外からこれらの知識を入手するので、その意味では必須ではない）
- 倉庫番：ゲーム「倉庫番」を元にした階層。4層からなり、上り階段で進む。
- ローグレベル：表示が通常と異なり、rogueのようになる。また死体が残らないなど、rogueのいくつかの設定を継承している。
- クエスト：地下13階前後で、「故郷からの呼び声」が聞こえる。この階には故郷へ直行するための魔法の入り口があり、クエストシナリオへの入り口となる。クエストは「故郷の重要なアイテム（クエストアーティファクト）を奪った敵を倒し、アイテムを奪取する」というもので、アイテム・敵・マップなどは職業により決まっている。クエスト自体は7階ほどのダンジョンからなっている。クエスト終了後、クエストアーティファクトはプレイヤーキャラクターが使用できる。また、クリア必須アイテムのひとつが入手できる。
- ビッグルーム：仕切りのない階。モンスターが多数いる。出現するかどうかはランダムに決まる。
- フォートローディオス：金蔵の中の魔法の入り口から移動する。伝説の王クロイソスの王座があり、大勢の怪物、ドラゴン、衛兵たちもいる。大量の黄金が蓄えられている。
- メデューサ：全体が沼地になっており、マップは2種類。メデューサのいる館には彫像がいくつかある。
- 城：堀に囲まれた砦のなかに死の谷へ降りる手段がある。堀を渡るためには跳ね橋の前で秘密の合図を楽器でならして跳ね橋を下ろすか、その他の方法を案出するかしなければならない。

### ゲヘナ
ゲヘナは名前のとおりデーモン・ドラゴン・吸血鬼などがひしめくダンジョンの最下層である。複雑で長い迷路になっており、いくつかの有名な悪魔が出現する固定マップを含む。
- 死の谷：ゲヘナの第一階層。運命の大迷宮から直接のテレポートで潜れるのはここまで。
- ヴラドの塔：3層からなる。ゲヘナ中盤に上り階段がある。また、クリア必須アイテムのひとつが入手できる。
- 魔法使いの塔：3層からなる固定マップ。死者の書をもったイェンダーの魔法使いがいる部屋。魔法使いはモンスターに守られており、この包囲を突破した上で、魔法使いを倒す必要がある。魔法使いを完全に殺すことはできず、何ターンか経過するごとに生き返ってきて攻撃・呪いなどをかけるため、倒した後は、急いで行動することが必要になる。
- モーロックの聖域：下り階段のないゲヘナ最下層において、隠された階段の上で儀式を行うことでモーロックの聖域への入り口が出現する。この階にいるモーロックの高僧を倒し、イェンダーの魔除けを手に入れる。魔除けを入手すると、以後テレポートが不可能となり、復活して襲いかかるイェンダーの魔法使いと闘いながら徒歩で地上を目指すこととなる。

### 最終試練
イェンダーの魔除けを持って迷宮を出ると、神の助力により、精霊界を越える試練に挑戦することになる。土・風・火・水の四つの精霊界（エレメンタル・プレーン）があり、それぞれを抜けて天上界（アストラル・プレーン）へ至る。精霊界には精霊や数多くの強力なモンスターが居るうえ、移動にさまざまな制約または特殊なアイテムが必要となる。
天上界には3つの属性の神がそれぞれ神殿を持っている。自分の神を含むどれかひとつの神の祭壇に魔よけを捧げると、ゲームクリアである。自分の属性の神に魔よけを捧げると、永遠の命を授かり「神」に昇格するが、他の属性でもゲームクリアはできる（ボーナス点は入らない）。

## NetHackのユーザ文化
NetHackは非常に難易度が高いため、クリアはなかなか難しい。このため情報交換のためのユーザグループが各所に存在している。こうしたユーザコミュニティでは、NetHackの翻訳をしたり、FAQやスポイラー（攻略のための情報）を整備したりするだけでなく、NetHackを題材にした他愛のない話を楽しむのが普通である。メッセージが多様であること、とりわけいろいろな理由でキャラクターが死んだり困難に陥ることがあるため、そのようなメッセージ自体を披露して楽しむのである。USENETやその他グローバルに配送されるネットニュースグループなどの伝統的なものをはじめ、IRCや、最近できたSNS上のコミュニティなどが存在する。
NetHackでプレイヤーキャラクターが死ぬと、場合により「幽霊」となって残ることがある。幽霊は元のキャラクターのもっていた現金を含むアイテムを所持している。このような仕様は、複数人ユーザのいる計算機あるいはネットワーク上のサーバにNetHackをインストールし、数人で楽しむといった遊び方を誘発しやすい（個々のプレイヤーキャラクタの間の直接的なインタラクションは不可能）。
ゲーム目的は魔除けの奪回であるが、特にそれをせずとも迷宮を隅々まで探索し尽くしたり、自キャラクターを強化し続ける楽しみもある。そうした行為についての語り合いや自慢もゲームの一部といえる。

## ヴァリアント
- Pathos: Hail Adventurer